# Amine Tiza
 (décembre 2018).
Si vous disposez d'ouvrages ou d'articles de référence ou si vous connaissez des sites web de qualité traitant du thème abordé ici, merci de compléter l'article en donnant les références utiles à sa vérifiabilité et en les liant à la section « Notes et références ».
Amine Tiza est un footballeur algérien né le 20 juillet 1990 à Blida. Il évoluait au poste de défenseur au SKAF Khemis Miliana.

## Biographie
Il joue 58 matchs en première division algérienne avec les clubs du WA Tlemcen et du CR Belouizdad.